# Helicopsyche centrocubana
Helicopsyche centrocubana är en nattsländeart som beskrevs av Lazar Botosaneanu och Oliver S. Flint Jr. 1991. Helicopsyche centrocubana ingår i släktet Helicopsyche och familjen Helicopsychidae. Inga underarter finns listade i Catalogue of Life.